# SN 2003de
SN 2003de – supernowa odkryta 1 kwietnia 2003 roku w galaktyce A101041+3544. W momencie odkrycia miała maksymalną jasność 17,20m.